# Luo Xuejuan
Luo Xuejuan, född 26 januari 1984 i Hangzhou, är en kinesisk simmare.
Hon blev olympisk guldmedaljör på 100 meter bröstsim vid sommarspelen 2004 i Aten.